# Coryphomys buehleri
Coryphomys buehleri је врста глодара из породице мишева (Muridae).

## Распрострањење
Врста је пре изумирања била присутна у Индонезији, где су пронађени фосилни остаци на Тимору.

## Угроженост
Ова врста је изумрла, што значи да нису познати живи примерци.